# Eduardo Chicharro y Agüera
Eduardo Chicharro y Agüera (Madrid, 18 de junio de 1873-Madrid, 24 de mayo de 1949) fue un pintor español. Ingresó como académico en la Real Academia de Bellas Artes de San Fernando el 14 de mayo de 1922. Fue padre del poeta Eduardo Chicharro Briones

## Biografía
Chicharro fue uno de los más grandes pintores de su época, con una enorme facilidad para el dibujo y capacidad para el color. Discípulo de Joaquín Sorolla y Manuel Domínguez en la Real Academia de Bellas Artes de San Fernando de Madrid, estudiando junto a otros jóvenes pintores como Marceliano Santa María y Fernando Álvarez de Sotomayor, amplió sus estudios en Roma con una pensión que obtuvo por oposición.
En 1910 fundó la Asociación de Pintores y Escultores, siendo su primer presidente. Esta asociación creó en 1920 el Salón de Otoño.
En 1912 Eduardo Chicharro y Agüera será nombrado director de la Academia Española de Bellas Artes de Roma, sede romana de la Real Academia de Bellas Artes de San Fernando, de la que fue profesor y director, en sustitución de don Ramón del Valle-Inclán, por lo que toda la familia se trasladará a Roma, ciudad en la que permanecieron hasta 1925. Participó con sus lienzos en exposiciones nacionales e internacionales, con su obra Las uveras obtuvo primera medalla en la nacional de 1899, y con Armida una segunda en la exposición de 1904; en 1922 se le concedió una medalla de honor y en las Internacionales de 1908 celebradas en Lieja, Múnich y Barcelona fue galardonado con el primer premio.
Su obra aparece representada en numerosos museos españoles y del extranjero, destacando por su interés iconográfico su autorretrato que se conserva en el museo de la Real Academia de Bellas Artes San Fernando. En 2007 apareció, tras pasar años desaparecida con otras obras de arte murales, su pintura Pigmalión, que el Gobierno Español le encargó en 1925 para cederla a la oficina de la Organización Internacional del Trabajo (OIT) en su sede de Ginebra (desde 1995, sede de la Organización Mundial del Comercio OMC).
Además fue padre del pintor y poeta vanguardista Eduardo Chicharro Briones. Entre sus discípulos más destacados figura Pablo Sansegundo Castañeda y Diego Rivera.
Durante la Guerra Civil estuvo viviendo en casa de su amigo y pintor burgalés Luis Gallardo Pérez (pintor muy influido por su antiguo compañero Marceliano Santa María).